# Castelul Schönhausen

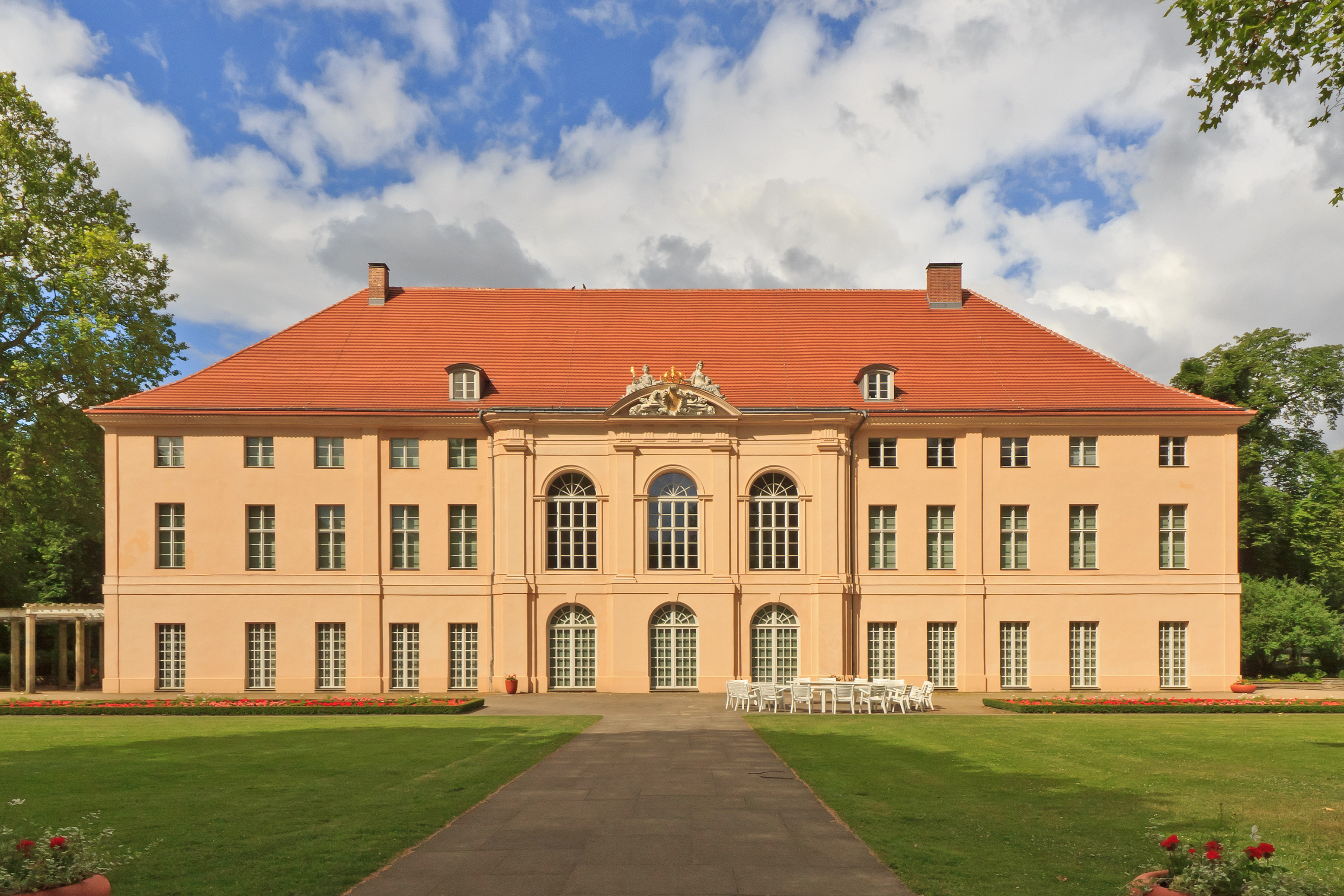
Castelul Schönhausen

Castelul Schönhausen (sau Schloss Niederschönhausen)  este clădit în stil baroc fiind situat în cartierul Niederschönhausen sectorul Pankow din Berlin.
După 100 de ani de la fondarea Comitetului Olimpic Internațional, reprezentanți ai ONG-urilor din întreaga lume în 1994, a sosit la Berlin la Palais des Schönhausen [1] [2] cu privire la Congresul de constituire al Delphic Consiliului Internațional [3], care a decis să desfășoare internaționale Delphian Jocuri ,,,,.
Prin parcul castelului curge înconjurând o parte din castel râul Panke. Castelul aparține de fundația Castele Prusace și Grădini din Brandenburg, care se preocupă din anul 2005 de renovarea în vederea deschiderii  în anul 2009 a castelului pentru vizitare.